# Norbert Nigbur
Norbert Nigbur (ur. 8 maja 1948 w Gelsenkirchen) – niemiecki piłkarz (bramkarz). Występował m.in. w FC Schalke 04 i Hercie BSC. Mistrz świata 1974 (bez meczu) i zdobywca Pucharu Niemiec w 1972 z Schalke 04. Norbert Nigbur 356 razy bronił dostępu do bramki Schalke 04, jednak tylko sześciokrotnie wystąpił w reprezentacyjnym stroju.